# Lavads socken
Lavads socken i Västergötland ingick i Kållands härad, uppgick 1969 i Lidköpings stad och området ingår sedan 1971 i Lidköpings kommun och motsvarar från 2016 Lavads distrikt.
Socknens areal var 17,09 kvadratkilometer varav 17,05 land. År 2000 fanns här 137 invånare. Sockenkyrkan Lavads kyrka ligger i socknen.

## Administrativ historik
Socknen har medeltida ursprung. 
Vid kommunreformen 1862 övergick socknens ansvar för de kyrkliga frågorna till Lavads församling och för de borgerliga frågorna bildades Lavads landskommun. Landskommunen uppgick 1952 i Örslösa landskommun som 1969 uppgick i Lidköpings stad som 1971 ombildades till Lidköpings kommun. Församlingen uppgick 2006 i Örslösa församling.
1 januari 2016 inrättades distriktet Lavad, med samma omfattning som församlingen hade 1999/2000. 
Socknen har tillhört län, fögderier, tingslag och domsagor enligt vad som beskrivs i artikeln Kållands härad. De indelta soldaterna tillhörde Västgöta-Dals regemente, Livkompaniet.

## Geografi
Lavads socken ligger sydväst om Lidköping. Socknen är en småkuperad odlingsbygd med småkuperad skogsbygd i nordost.

## Fornlämningar
Boplatser och lösfynd från stenåldern är funna. Från järnåldern finns gravar och stensättningar.

## Namnet
Namnet skrevs 1397 Lawadh och kommer från kyrkbyn. Efterleden är vad, 'vadställe'. Förleden kan möjligen innehålla lagher, 'vätska, vatten'.